# Хлої Кардаш'ян
Хлóї Алекса́ндра Кардаш'я́н (англ. Khloé Alexandra Kardashian; нар. 27 червня 1984, Лос-Анджелес, США) — американська зірка телебачення, бізнесвумен. Відома участю зі своєю сім'єю у реаліті-шоу «Родина Кардаш'ян» (англ. Keeping Up with the Kardashians) та «Кортні і Хлої в Маямі» (англ. Kourtney and Khloé Take Miami).

## Біографія
Хлої Кардаш'ян народилася в Лос-Анджелесі, зросла в Беверлі-Гіллз у Каліфорнії. Має вірменське коріння (з боку батька), шотландські та голландські корені з боку матері. Хлої — молодша дочка адвоката Роберта Кардаш'яна і світської левиці Кріс Дженнер, до шлюбу Гоутон. Мати розлучилася з Кардаш'яном в 1989 і одружилася з колишнім легкоатлетом Брюсом Дженнером у 1991 році.

У Хлої є дві старші сестри Кортні та Кім, брат Роб. Також є зведені брати Бартон Дженнер, Брендон Дженнер і зірка реаліті-шоу Броуді Дженнер; зведена сестра Кейсі Дженнер і єдиноутробні сестри Кендалл і Кайлі Дженнер. Відвідувала приватну католицьку школу для дівчат «Marymount High School». Після того, як школу закінчили сестри, вона навчалась вдома.

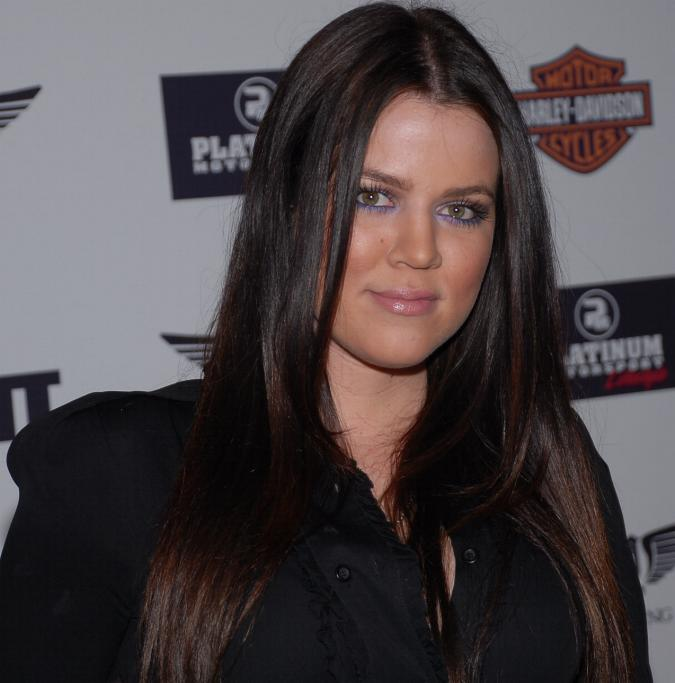
У 2007 році

У 2009 році одружилася з баскетболістом Ламаром Одомом. Після того, як у 2013 його упіймали на керуванні автомобілем під дією наркотиків та з'ясувалося, що він зраджував, Кардаш'ян подала на розлучення, яке завершилось лише у 2016-му. Процес затягувався, зокрема, через потрапляння Одома до лікарні через передозування віагрою.
З 2016 року у стосунках з баскетболістом Трістаном Томпсоном. У 2018 народила доньку Тру. У 2019 розірвала стосунки з Томпсоном після його зради з найкращою подругою Кайлі Дженнер, Джордін Вудс.
4 березня 2007 заарештована за водіння в нетверезому стані. 18 липня 2008 потрапила до в'язниці за порушення випробувального терміну. Засуджена до 30 днів в'язниці і примусового відвідування програми з лікування алкоголізму на 3 тижні після звільнення, але звільнена через 3 години через переповненість в'язниці.

## Особисте життя

### Релігія
Хлої є Християнкою і щодня читає молитву собі та своїй «гламурній групі» . Вона цікавиться теологією і любить відвідувати церкву. У квітні 2015 року Кім і Каньє призначили її Хрещеною матір'ю своєї племінниці Норт Вест, оскільки дитину охрестили у Вірменській апостольській церкві в соборі Св. Якова в Єрусалимі.

### Активізм
Хлої підтримує визнання геноциду вірмен і відвідала Цицернакаберд, меморіал жертвам у Єревані, Вірменія. У квітні 2021 року Кардаш'ян похвалила президента Джо Байдена за офіційне визнання геноциду вірмен, таким чином ставши першим президентом США, який зробив це.
У жовтні 2020 року Хлої виступила на підтримку Республіки Арцах і вірмен, засудивши участь Азербайджану в нагірно-карабахському конфлікті 2020 року. 10 жовтня 2020 року вона виступила на благодійному телемарафоні ArmeniaFund і закликала глядачів пожертвувати гроші на допомогу тим, хто постраждав від нещодавньої війни.

### Здоров'я
У 2001 році Кардаш'ян отримала черепно-мозкову травму в автокатастрофі. Вона вилитіла через лобове скло і отримала сильний струс мозку, що спричинило довгострокову втрату пам'яті.
У Кардаш'ян є мігрень, хвороба у неї з шостого класу. Ставши дорослою, вона стала представницею фармацевтичного препарату від мігрені Nurtec ODT, який, за її словами, допоміг їй.
28 жовтня 2020 року Кардаш'ян опублікувала в соцмережі відео, в якому розповіла, що у неї діагностували COVID-19. 
29 жовтня 2021 року Кардаш'ян оголосила в Twitter, що вона та її трирічна донька Тру дали позитивний результат на COVID-19. Написавши у Twitter, Кардаш'ян сказала: «На щастя, я була вакцинована, тому все буде добре.» 
У жовтні 2022 року Кардаш'ян розповіла, що їй видалили «рідкісну» пухлину з обличчя, спочатку припускаючи, що це прищ. Раніше вона перенесла операцію з видалення меланоми, коли їй було 19 років.

### Стосунки
Хлої зустрічалася з баскетболістом Рашадом МакКантсом у 2008 році. Вони розлучилися через сім місяців наприкінці січня 2009 року.
27 вересня 2009 року Кардашьян вийшла заміж за професійного баскетболіста Ламара Одома, який на той час був членом «Лос-Анджелес Лейкерс». Пара одружилася рівно через місяць після того, як вони зустрілися на вечірці для одноклубниці Одома Метти Уорлд Піс. Кардаш'ян видалила своє друге ім'я та взяла прізвище чоловіка, ставши Хлої Кардаш'ян Одом. Вона придбала домашнього улюбленця на ім'я Бернард «BHops» Хопкінс, на честь боксера Бернарда Хопкінса. 13 грудня 2013 року, після місяців припущень про розставання, Кардаш'ян подала на розлучення з Одомом і на юридичне відновлення свого прізвища. Обидві сторони підписали документи про розлучення в липні 2015 року. Розлучення ще не було остаточно схвалено суддею у жовтні 2015 року, коли Одома було госпіталізовано після того, як його знайшли без свідомості в борделі Невади. Він був у комі чотири дні; коли він лежав у лікарні, Хлої відкликала свою заяву про розлучення, яка очікує на розгляд. В інтерв'ю журналу People Кардаш'ян підтвердила, що вони не помирилися, але розлучення було скасовано, щоб вона могла приймати медичні рішення від імені Одома. Розлучення Хлої і Одома було завершено в грудні 2016 року.
У січні 2014 року вона почала стосунки з репером Френчем Монтаною. Вони розлучилися в грудні того ж року.
Кардаш'ян почала зустрічатися з баскетболістом Джеймсом Харденом після зустрічі на святкуванні дня народження свого зятя Каньє Веста в Staples Center у 2015 році. Вони були разом вісім місяців між 2015 і 2016 роками.
Хлої почала зустрічатися з баскетболістом Трістаном Томпсоном у 2016 році. Кардаш'ян народила доньку Тру Томпсон 12 квітня 2018 року, на тлі суперечок після того, як було встановлено, що Томпсон зраджував Кардаш'ян під час її вагітності. У лютому 2019 року Хлої і Томпсон розлучилися після того, як з'ясувалося, що Томпсон нібито зраджував Кардаш'ян з тодішньою найкращою подругою її молодшої зведеної сестри Кайлі Дженнер, Джордин Вудс. У серпні 2020 року вони відновили стосунки після спільного карантину під час пандемії COVID-19. У червні 2021 року вони оголосили, що знову розлучилися. Вони знову почали зустрічатися разом у жовтні 2021 року, а в грудні 2021 року знову розлучилися. У липні 2022 року було оголошено, що Кардаш'ян і Томпсон чекають на народження хлопчика через сурогатне материнство. Їхній син Татум народився 28 липня 2022 року.

## Кар'єра
З 2007 року бере участь у реаліті-шоу про свою сім'ю «З родиною Кардаш'ян», яке зробило їх відомими та дозволило заробляти на рекламі різних продуктів.
Спільно з сестрами володіє і керує бутиками жіночого одягу Dash в передмісті Лос-Анджелеса і Маямі, які були відкриті на початку 2009 року, у листопаді 2010 ще один магазин був відкритий в районі Сохо в Нью-Йорку.
У 2009 році Кортні і Хлої запустили реаліті-шоу «Кортні і Хлої у Маямі», в якому показується їх життя в новому місті і відкриття бутика в Маямі. У 2011—2012 роках разом з чоловіком Ламаром випустила 20 серій реаліті-шоу Khloé & Lamar.
У 2016 випускала власне ток-шоу «Коктейлі з Хлої» (англ. Kocktails with Khloé), а також брала участь у документальному серіалі «Revenge Body with Khloé Kardashian».
Разом з сестрами також випустила книгу «Kardashian Konfidential» у листопаді 2010-го. У 2015-му представила книгу «Сильні краще виглядають оголеними» (Strong Looks Better Naked).
Має власний джинсовий бренд «Good American». Рівень статків оцінюється у 40 мільйонів доларів.

## Фільмографія
| Рік       |   | Українська назва          | Назва мовою оригіналу                | Роль           |
| --------- | - | ------------------------- | ------------------------------------ | -------------- |
|           |   |                           |                                      |                |
| 2007      | с | Родина Кардаш'ян          | Keeping Up with the Kardashians      | Грає саму себе |
| 2009—2010 | с | Кортні і Хлої в Маямі     | Kourtney and Khloé Take Miami        | Грає саму себе |
| 2011—2012 | с | Хлої і Ламар              | Khloé & Lamar                        | Грає саму себе |
| 2011—2012 | с | Кортні і Кім у Нью-Йорку  | Kourtney and Kim Take New York       | Грає саму себе |
| 2014      | с | Кортні і Хлої в Хемптонсі | Kourtney and Khloé Take The Hamptons | Грає саму себе |